# Phasmophaga floridensis
Phasmophaga floridensis là một loài ruồi trong họ Tachinidae.